# Liefmans
Liefmans is een Belgisch bier. Het bier wordt gebrouwen door Brouwerij Liefmans te Oudenaarde. In 2008 werd de brouwerij, na faillissement in 2007, overgenomen door Brouwerij Duvel Moortgat.

## Achtergrond
Brouwerij Liefmans heeft reeds een traditie sinds 1679. De typische smaak wordt bekomen door gemengde gisting in open kuipen, gevolgd door een extra lagering en het versnijden van oud en jong bier. De gisting wordt aangevuld met gisten uit de lucht in de omgeving. Liefmans heeft verschillende biermerken gehad, waarvan er al heel wat zijn verdwenen. Bij de overname door Brouwerij Duvel Moortgat gebeurde er een herprofilering en herlancering. Zo wordt het onderscheid met klassiekere kriekbieren geaccentueerd. Het traditionele en ambachtelijke van het brouwproces van Liefmans blijft behouden. Zo worden Liefmans Goudenband en Liefmans Cuvée-Brut nog steeds met de hand omwikkeld met papier. De wikkels werden recent wel vernieuwd. Nu prijkt er de handtekening op van Rosa Blancquaert-Merckx, als ode aan de eerste vrouwelijke brouwmeester van België. Ooit was zij balletdanseres en vanaf 1946 werd zij secretaresse van de directeur. Daarna leidde zij gedurende meer dan 40 jaar het brouwgebeuren.

## Bieren
- Liefmans Cuvée-Brut (sinds 2015 als Liefmans Kriek Brut) is een dieprood tot bruin fruitbier dat slechts eenmaal per jaar gebrouwen wordt. Het heeft een alcoholpercentage van 6%. Vroeger heette dit bier Liefmans Kriek, maar na de overname van de brouwerij werd het geherlanceerd onder een nieuwe naam.[6] Het bier is een mengeling van oude bieren met nieuw bier (55% Oud Bruin en 45% traditioneel kriekenbier), aangevuld met verse krieken (per hectoliter bier worden 13 kilo krieken verwerkt). Het rijpt 18 maanden tot 3 jaar waarna het wordt versneden. Het resultaat is een mengeling van 15 tot 20 brouwsels. Het bier kan langer dan 10 jaar bewaard worden. Liefmans Cuvée-Brut is verkrijgbaar in flessen van 37,5 en 75 cl en in vaten van 30 liter.
- Liefmans Goudenband is een (rood tot) bruine ale van gemengde gisting, met een alcoholpercentage van 8% (op de foto staat nog de oude wikkel). Vroeger heette dit bier Liefmans IJzeren Band, maar in 1956 werd de naam veranderd naar “Goudenband”. Het bier rijpt 4 tot 12 maanden in kelders en wordt dan versneden. Het kan nog jarenlang bewaard worden. Liefmans Goudenband is verkrijgbaar in flessen van 37,5 en 75 cl, afgesloten met een champagnekurk.
- Liefmans Oud Bruin is een typisch Oudenaards oud bruin bier met een alcoholpercentage van 5%.[7] Na 4 tot 8 maanden rijping wordt oud, sterk verzuurd en jong bier versneden. Het bier is verkrijgbaar in flesjes van 25cl en vaten van 30 liter.
- Liefmans Fruitesse is een rood fruitbier met een alcoholpercentage van 3,8%. Het is een mengeling van bier, gerijpt op echte krieken, met natuurlijke vruchtensappen van aardbei, framboos, kriek, bosbes en vlierbes. De moussering doet denken aan een Kir Royal. Het bier is verkrijgbaar in flesjes van 25cl en vaten van 20 of 30 liter.
- Liefmans Fruitesse 0.0 Alcohol Free is een rood fruitbier met een alcoholpercentage van 0,05%. Het is een mengeling van bier, gerijpt op echte krieken, met natuurlijke vruchtensappen van aardbei, framboos, kriek, bosbes en vlierbes.
- Liefmans Yell'Oh is een geel fruitbier met een alcoholpercentage van 3,8%. Het is een mengeling van bier met exotische smaken van ananas, limoen, vlierbloesem, basilicum en appel.

## Prijzen
- Liefmans Cuvée-Brut en Liefmans Goudenband kregen in 2010 allebei 2 sterren op de Superior Taste Award van het International Taste & Quality Institute.[8]
- European Beer Star 2013 - zilveren medaille in de categorie Belgian-style Fruit Sour Ale voor Liefmans Cuvée-Brut